# فیل اوکس
فیل اوکس (انگلیسی: Phil Ochs; ۱۹ دسامبر ۱۹۴۰ – ۹ آوریل ۱۹۷۶) خواننده-ترانه‌پرداز اهل ایالات متحده آمریکا بود. وی بین سال‌های ۱۹۶۲ تا ۱۹۷۶ میلادی فعالیت می‌کرد. اوکس ترانه‌های اعتراضی اجرا می‌کرد و به شوخ‌طبع بودن و فعالیت سیاسی و اشعار متفکرانه و صدای متمایز شناخته می‌شد.
او در بسیاری از رویدادهای سیاسی در دهه ۱۹۶۰ که دوران مبارزه فرهنگی بود، همچنین در حرکت‌های ضد جنگ ویتنام و تظاهرات‌های حقوق مدنی و دانشجویی علاوه بر حضور داشتن، کنسرت‌هایی در شهر نیویورک برگزار کرد.
او خود را دموکرات سوسیال چپ معرفی می‌کرد.
در جریان اعتراضات انجمن ملی دموکرات در سال ۱۹۶۸ در شیکاگو، ایلینوی که تبدیل به شورش علیه پلیس شد، تأثیر عمیقی برافکار او گذاشت. فیل اوکس در سال ۱۹۷۶ با خودکشی به زندگی خود پایان داد.

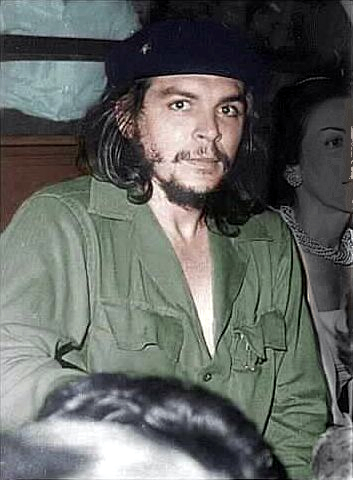
شرکت چه گوارا در کنسرت اوکس

## زندگی
فیل اوکس در تگزاس به دنیا آمد. پدرش فیزیکدان و مادرش اهل اسکاتلند بود. در جوانی او استعداد خوبی در نواختن کلارینت از خود نشان داد. به دلیل مهارتی که در نواختن ازخود نشان داد او توانست با ارکستر موسیقی پاپ اوهایو جایی که بعداً به سمت تکنواز اصلی دست یافت، بنوازد. او در ایجاد حزب بین‌المللی جوانان به همراه جری روبین، آبی هوفمن و استیو البرت دست داشت. حوادث سال ۱۹۶۸، ترور مارتین لوتر کینگ، جان اف کندی و شورش پلیس در شیکاگو و همچنین انتخاب ریجارد نیکسون، باعث افسردگی اوکس شد و روحیه خود را باخت. جلد آلبوم منتشر شده او در سال ۱۹۶۹ که تصویر یک سنگ قبر بود، بیانگر همین شکست روحیه در او بود. در اوت ۱۹۷۱، اوکس به شیلی رفت، جایی که سالوادور آلنده یک مارکسیست به عنوان رئیس‌جمهور انتخاب شده بود. او در آنجا خواننده محلی ویکتور خارا از طرفداران آلنده را ملاقات کرد و با هم دوست شدند.
در ماه اکتبر اوکس شیلی را به قصد آرژانتین ترک کرد. کمتر از یک ماه بخاطر اجرای ترانه سیاسی در اروگوئه، او به همراه دیوید فیشین دستگیر و بازداشت شدند. از آنجا به بولیوی و سپس به آمریکا برگردانده شد.

## مرگ
فیل اوکس بعد از سالها ترانه‌سرایی پربار در دهه ۱۹۶۰، ثبات ذهنی‌اش در سال ۱۹۷۰ کاهش یافت. به الکل اعتیاد پیدا کرد و در سال ۱۹۷۶ خودکشی کرد.